# Guéléba

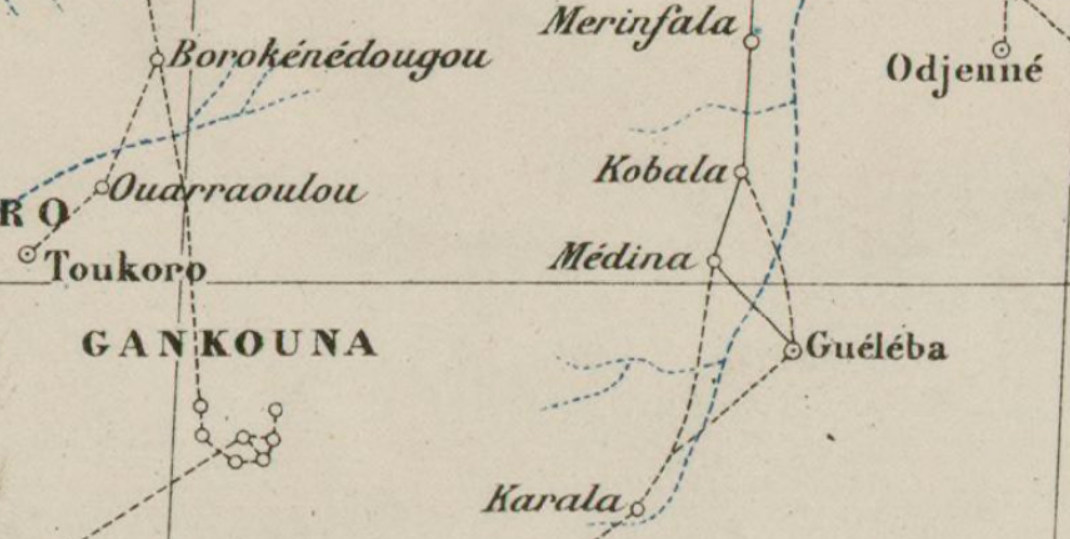
Map of Guéléba

Guéléba (o Gbéléba) és una població fronterera de la Costa d'Ivori, antigament una població important situada al sud-est de Kérouané i sud-oest d'Odienné, a uns 80 kilòmetres al nord de Bousardou.
Fou una base de Samori Turé a partir de 1892. Samori havia emprat els darrers mesos de 1892 en establir-se sòlidament a Guéléba i al país de Nafana, mantenint només les bandes de Kali i Alpha a la riba esquerra del riu Dion, prop de Bissandougou i de Kérouané. Amb el gruix de les seves forces havia atacat el país de Nafana on va capturar diverses poblacions i va acumular aprovisionaments; intentava acostar-se a Sierra Leone i enllaçar amb Bilali al Kouranko i el país de Kissi de manera que podria conservar una part dels seus antics estats entre l'alt Níger i l'alt Milo. Va retornar a la riba esquerra del Milo i es va dirigir al sud-oest fins al país Toma, al sud de Toukoro i Gankouna, que va intentar dominar.
El país Toma estava cobert de grans boscos amb poblats construïts a les clarianes defensats per diversos rangs de proteccions; Samori no va aconseguir dominar les tates i es va enfrontar a la resistència dels habitants, que van buscar l'aliança francesa; d'altra banda tampoc va poder enllaçar amb Bilali per la rapidesa amb la que el capità Briquelot el va foragitar. Samori es va veure obligat a concentrar les seves forces al Konafadié, a l'est de Sankaran.
Combes va deixar al comandant Oswald vigilant els gués del Milo entre Kankan i Kérouané i va avançar cap al Konafadié on, després d'etapes penoses en un terreny molt complicat, va arribar el 19 de gener, sense haver vist a l'enemic. Els sofes tenien un cert terror a Combes després dels seus èxits del 1885 i havien fugit incendiant els pobles del Konafadié; Samori es va dirigir aleshores al sud-oest, amb l'esperança d'arrossegar als francesos lluny de Guéléba i de Nafana on havia deixat a les seves esposes i els seus bens. Perseguit pel capità Dargelos, es va escapar fent un llarg tomb al sud del Milo per evitar les tropes que vigilaven el riu, i va retornar a Nafana. El comandant Oswald el va intentar avançar al pas del Courai i es va produir un lleu enfrontament prop de Diéradougou (28 de gener) sense més conseqüències, però Oswald va morir el mateix dia d'una insolació.
Durant aquest temps Combes va tornar al Milo i va acampar al gué de Balila, punt d'encreuament de totes les rutes del sud i de l'est. Advertit de la retirada de Samori a Nafana, Combes va marxar en busca de l'almamy; va destacar al Kissi i al Kouranko al capità Dargelos amb dos companyies de tiradors i va establir dues posicions als gués de Babila i de Manafara, els més freqüentats pels sofes; va iniciar la persecució amb poca impedimenta per la naturalesa del terreny el dia 4 de febrer; la ruta es feia sovint en fila índia i el camí era extremadament complicat. El 6 de febrer els exploradors van assenyalar a Samori més enllà de Farabanna; l'endemà van arribar a la riba del Dion, al gué Balandougou, on van sorprendre a les bandes de Kali, Alpha i Maoulé-Noumouké, instal·lats a la riba esquerra del riu, i els va dispersar ; es van reorganitzar darrere el riu Courai, del qual van tractar de disputar el pas als francesos però després d'un combat foren rebutjats. Samori va recular tot fustigant nit i dia als francesos per tots els costats; els poblats eren cremats i els aprovisionaments que no es podia emportar eren destruïts; la gent era allistada a la força i qui es resistia era massacrat; al cap de dos dies Combes va arribar a Guéléba on van caure la majoria de les bandes de sofes, en especial la de N'Golo que va patir gran pèrdues.